# 巴隆·希爾
巴隆·希爾（英語：Baron Hill，1953年6月23日—）是一名美国的政治人物。巴隆·希爾在1999年至2005年和2007年至2011年擔任印第安納州第九國會選區的聯邦眾議員。他的黨籍是民主黨。巴隆曾是一位業餘體育運動員，入選了印第安納那籃球名人堂。